# میگوی سنگی برازنده
میگوی سنگی برازنده (نام علمی: Palaemon elegans) که گاهی با نام رایج میگوی سنگی استخر (Rockpool shrimp) شناخته می‌شود، گونه‌ای از میگوهای خانواده Palaemonidae است. بومی شرق اقیانوس اطلس شمالی (از جمله ماکرونزی)، بالتیک، مدیترانه و دریای سیاه است و در دریاهای خزر و آرال معرفی شده‌است. این شبیه به سه عضو دیگر از سردهٔ Palaemon است: Palaemon serratus , Palaemon longirostris و شاه‌میگوی بالتیک Palaemon adspersus و در برخی مکان‌ها جابجا شده یا جایگزین جمعیت Palaemon adspersus شده‌است. در بخش‌هایی از ایالات متحده یک گونه مهاجم در نظر گرفته می‌شود.